# Lithocarpus confinis
Lithocarpus confinis là một loài thực vật có hoa trong họ Cử. Loài này được S.H.Huang ex Y.C.Hsu & H.W.Jen mô tả khoa học đầu tiên năm 1976.